# Le Cyclone
Pour les articles homonymes, voir Cyclone (homonymie).
Pour plus de détails, voir Fiche technique et Distribution.
Le Cyclone (Vortice), également connu sous les titres Angoisse d'une mère ou La Main du destin, est un mélodrame tire-larmes italien réalisé par Raffaello Matarazzo et sorti en 1953.
Contrairement à ses précédents mélodrames larmoyants, cette fois Matarazzo (qui était le réalisateur le plus représentatif du genre) ne s'appuie pas sur son couple fétiche habituel, Amedeo Nazzari et Yvonne Sanson, mais sur Massimo Girotti et Silvana Pampanini.

## Synopsis
Elena, après un rendez-vous avec son petit ami Guido, rentre chez elle où son père vient de tenter de se suicider au gaz. Au travail à la banque, il a perdu beaucoup d'argent à cause de certains investissements peu avisés. Elena demande donc conseil à l'industriel Luigi, qui promet de couvrir la dette de son père et de sauver son honneur si elle accepte de l'épouser. Ne voulant pas voir son père ruiné, la jeune fille quitte son fiancé sans aucune explication et épouse Luigi.
Malgré la naissance d'une fille, Anna, le mariage n'est pas heureux. Au cours d'un voyage entre Rome et Florence, et Luigi a un accident de voiture et devient paralysé. Le chirurgien qui l'opère est Guido, qui recroise à cette occasion Elena, mais la rencontre reste assez distante et froide. Après avoir appris qu'il était paralysé, Luigi révèle à Guido l'accord qu'il a passé avec Elena et le médecin repense à tout ce qui s'est passé sous un angle différent.
Est également impliquée dans l'accident Clara, une soubrette et ancienne maîtresse de Luigi qui a été défigurée. Clara tente d'obtenir de Luigi l'argent nécessaire à l'opération et à la préservation du secret de leur relation, et s'en remet pour cela à un avocat arriviste. Luigi ne veut pas céder au chantage de Clara, mais en même temps il se dispute sans cesse avec sa femme. Cette dernière se rapproche de nouveau de Guido, qui est indécis quant à l'acceptation de l'offre d'emploi comme médecin-chef à Caracas. Un soir, après une dispute, Elena quitte la maison mais tombe par hasard sur Guido et passe quelques heures avec lui. Pendant ce temps, Clara est venue chez Luigi pour récupérer de l'argent. Il ne veut lui donner qu'un dixième de la somme demandée. La petite Anna entend des éclats de voix mais trouve la porte verrouillée. Son père lui dit de retourner se coucher.
Clara, qui a vu le coffre rempli d'argent, donne à Luigi une dose massive de somnifères et lui vole tout son argent. Elena rentre chez elle après avoir dit au revoir à Guido et trouve son mari mort. La police arrive et se concentre sur la dose excessive de barbituriques ingérée par l'homme et sur les paroles de la petite fille qui déclare avoir entendu une dispute. Elena se retrouve en prison et la petite fille dans un orphelinat. Guido, qui croit en l'innocence d'Elena, décide avec son avocat de mener sa propre enquête et trouve par hasard à l'hôpital Clara, qui quelque temps auparavant avait demandé des informations sur Luigi mais ne voulait pas que sa femme la voie.
La jeune fille tombe gravement malade car les autres filles l'accusent d'être cruelle, puisque c'est elle qui a envoyé sa mère en prison. Avec beaucoup d'efforts, les religieuses convainquent le directeur de la prison d'organiser une rencontre avec la mère, seul remède pour guérir la petite fille. Ne voulant plus être séparée de sa fille, Elena menace de se jeter dans l'escalier avec elle, mais heureusement Guido arrive et annonce sa confession et l'arrestation de Clara pour le meurtre de Luigi. Le couple peut enfin se réunir et commencer une nouvelle vie.

## Fiche technique
- Titre original italien : Vortice ou Silvana[1]
- Titre français : Le Cyclone ou Angoisse d'une mère ou La Main du destin[2]
- Réalisateur : Raffaello Matarazzo
- Scénario : Sandro Continenza, Aldo De Benedetti, Raffaello Matarazzo
- Photographie : Rodolfo Lombardi (it)
- Montage : Mario Serandrei
- Musique : Annibale Bizzelli (it)
- Décors : Ottavio Scotti (it)
- Costumes : Dario Cecchi
- Production : Riccardo Gualino, Renato Gualino, Raffaello Matarazzo
- Sociétés de production : Lux Film, PAT Film
- Pays de production :  Italie
- Langue originale : italien
- Format : Couleur par Gevacolor - 1,37:1 - Son mono - 35 mm
- Durée : 108 minutes
- Genre : Melodramma strappalacrime
- Dates de sortie :
  - Italie : 13 novembre 1953
  - France : 8 juin 1956 (Nice) ; septembre 1957 (Paris)
- Affiche : Jean Mascii (France)

## Distribution
- Silvana Pampanini : Elena Fanti
- Massimo Girotti : Guido Aureli
- Gianni Santuccio : Luigi Moretti
- Irene Papas : Clara
- Giorgio Capecchi : commissaire de police
- Gualtiero De Angelis : inspecteur de police
- Anita Durante : concierge
- Franco Fabrizi : Viaggiani
- Teresa Franchini : mère supérieure
- Enrico Glori : directeur du pénitencier
- Patrizia Lari : Maria, la femme de chambre d'Elena
- Rita Livesi : infirmière
- Nino Marchesini : avocat de la défense
- Dina Perbellini : religieuse infirmière
- Bella Starace Sainati : religieuse âgée
- Aldo Silvani : médecin-chef de l'hôpital
- Maria Grazia Sandri : Anna, fille d'Elena
- Flo Sandon's : chanteuse de boîte de nuit
- Paolo Ferrara : Cesare, le père d'Elena
- Amina Pirani Maggi : directrice de prison

## Accueil
Le film a été un succès commercial avec presque 6 millions d'entrées. Il se place à la 5e position du box-office Italie 1953.